# 皮尼-沙特诺
皮尼-沙特诺（法語：Pugny-Chatenod，法語發音：[pyɲi ʃatno]）是法国萨瓦省的一个市镇，属于尚贝里区。

## 地理
皮尼-沙特诺（45°41'43"N, 5°57'15"E）面积5.36 平方千米，位于法国奥弗涅-罗讷-阿尔卑斯大区萨瓦省，该省份为法国东部省份，历史上为薩伏依的一部分，北起上萨瓦省，西接伊泽尔省和安省，南部和东部与上阿尔卑斯省和意大利接壤。
与皮尼-沙特诺接壤的市镇（或旧市镇、城区）包括：艾克斯莱班、莱代塞尔、格雷西叙艾克斯、蒙塞勒、穆克西。

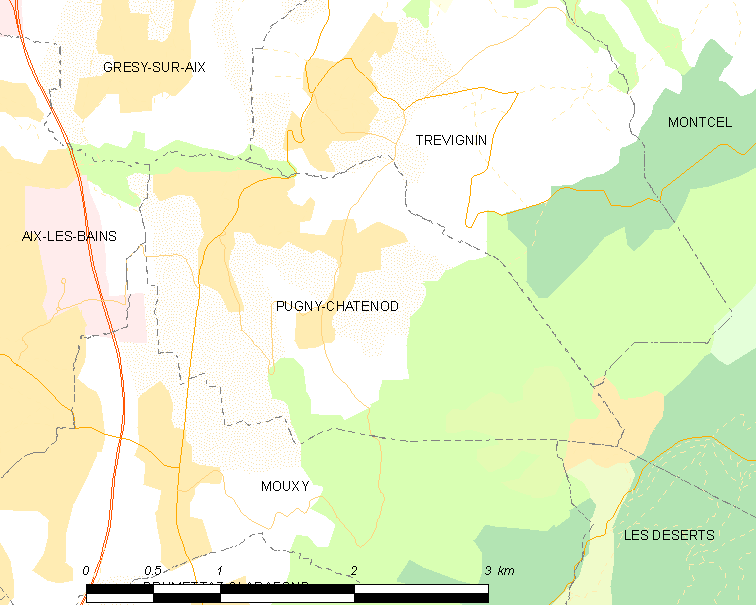
皮尼-沙特诺的OSM定位图

皮尼-沙特诺的时区为UTC+01:00、UTC+02:00（夏令时）。

## 行政
皮尼-沙特诺的邮政编码为73100，INSEE市镇编码为73208。

## 政治
皮尼-沙特诺所属的省级选区为艾克斯莱班第一县。

## 人口

1962-2008年间皮尼-沙特诺人口变化图示

皮尼-沙特诺于2022年1月1日时的人口数量为1060人。